# چیک-یلگا
چیک-یلگا (به لاتین: Chik-Yelga) یک منطقهٔ مسکونی در روسیه است که در باشقیرستان واقع شده‌است.